# 瓦迪舒爾法
36°12′N 2°31′E / 36.200°N 2.517°E

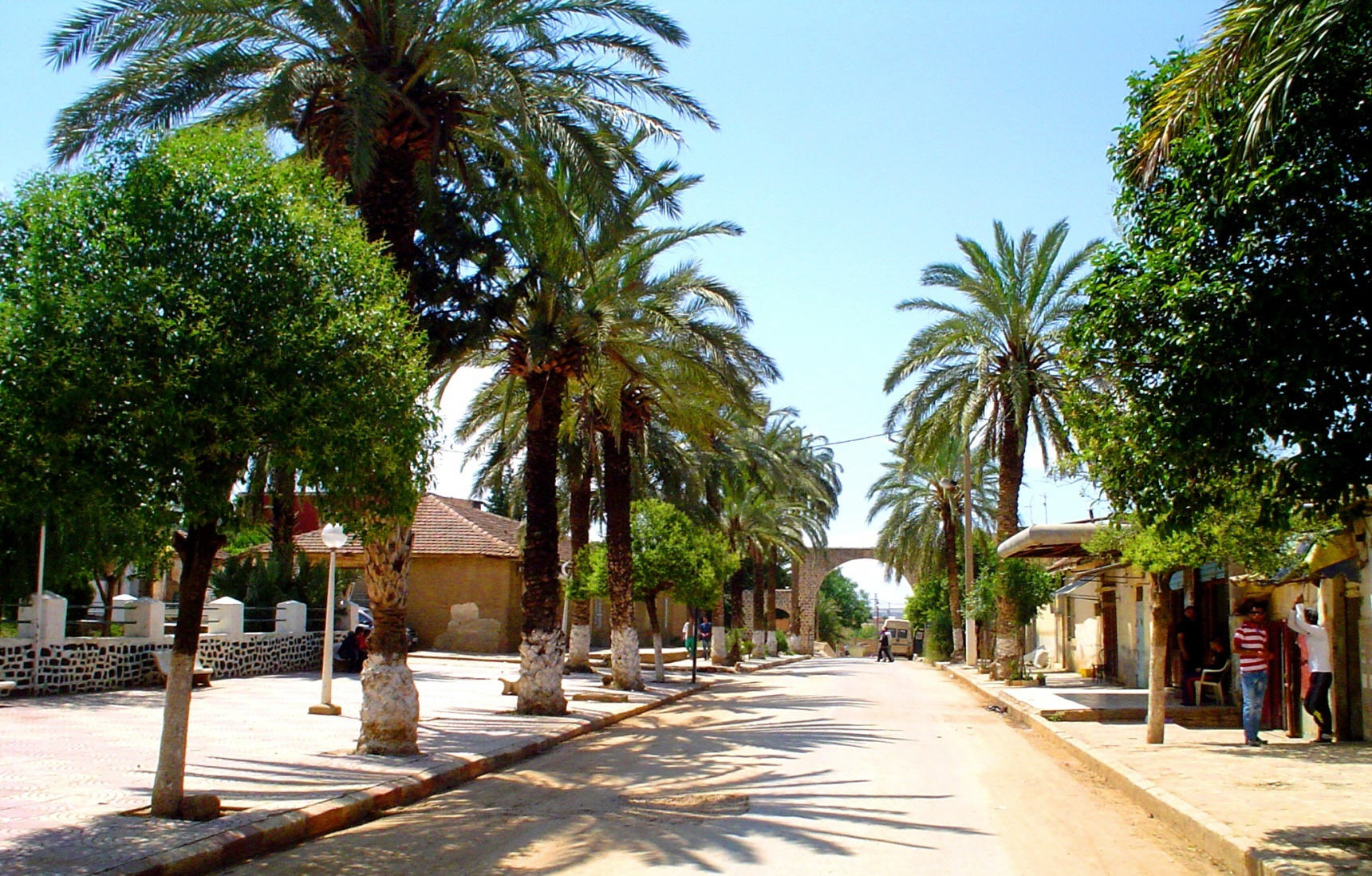
瓦迪舒爾法

瓦迪舒爾法（阿拉伯语：‎），是阿爾及利亞的城鎮，位於該國北部艾因迪夫拉省，由堅代勒區負責管轄，面積129平方公里，2008年人口13,353，人口密度每平方公里104人。